# Spårljusammunition

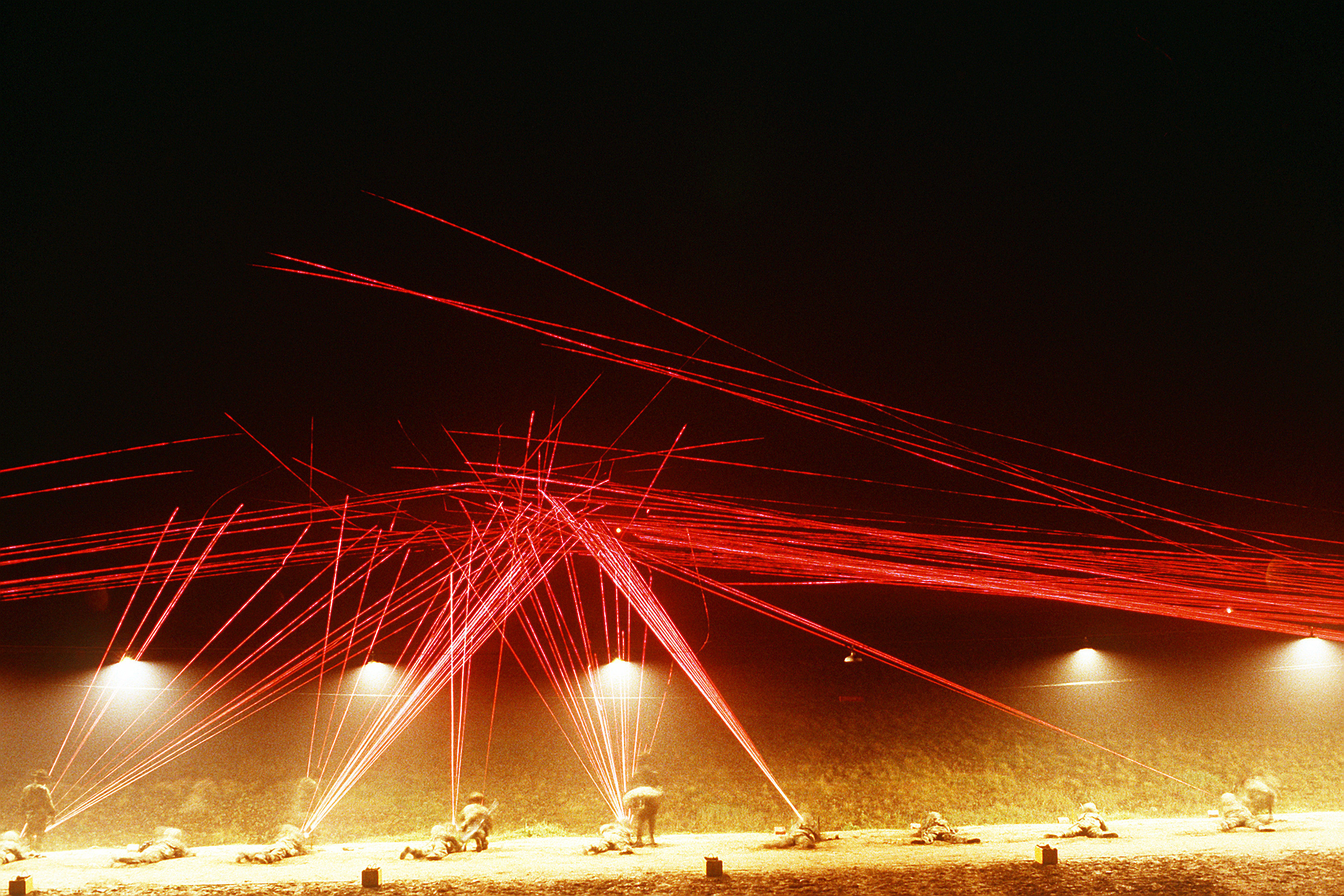
Skytte med spårljusammunition

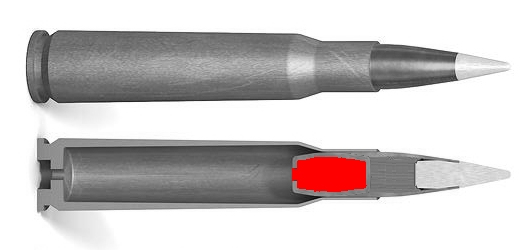
Skiss för spårljusammunition. Lyssatsen är den rödmarkerade bakre delen av projektilen.

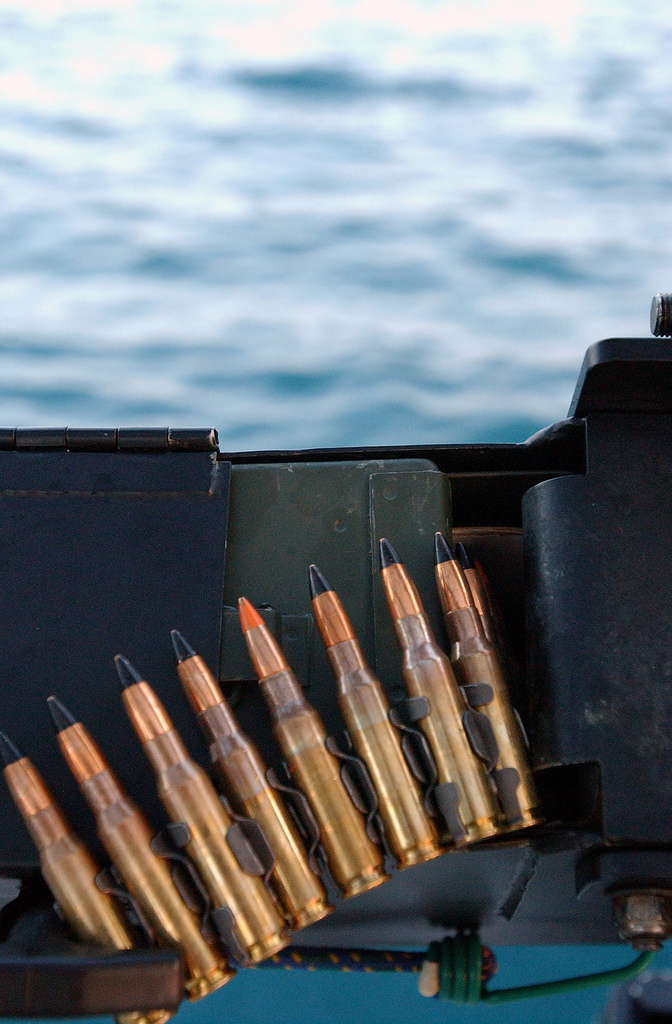
En spårljuspatron (märkt med röd spets) bland annan ammunition (svart spets) i ett band till en kulspruta.

Spårljus, militärförkortning: sl (engelska: tracer, "spårlämnare"), avser inom ammunition en lyssats som anbringats i bakre delen av projektiler. När ammunitionen avfyras fattar lyssatsen eld och efterlämnar ett ljusspår i luften. Detta gör projektilen synlig för blotta ögat. Lyssatsen innehåller vanligen magnesium eller aluminium blandat med ett ämne som avger syre.
Med spårljusammunition kan man rikta in vapnet utan att använda det vanliga siktet eftersom man ser ljusspåren efter projektilerna och därmed var de träffar. Detta sätt att skjuta påminner delvis om hur man riktar in en vattenslang.
Spårljusammunition används främst till kulsprutor men även till vapen med grövre kaliber såsom automatkanoner och stridsvagnskanoner. En del vapen, till exempel vissa pansarvärnsvapen, är utrustade med en särskild pipa där man avfyrar spårljus enbart för inriktning.
Spårljusammunition används med fördel under mörker när det är svårt att använda det vanliga riktmedlet på vapnet. En fördel med spårljus är också att en person som ligger bredvid den som skjuter kan leda elden med hjälp av till exempel en kikare. Föremål som träffas av spårljuseld riskerar att fatta eld, vilket ibland kan vara en fördel.
En nackdel med spårljusammunition är att den riskerar att röja skyttens position då ljusspåren som projektilerna efterlämnar i luften kan följas bakåt av den som beskjuts.
Spårljusammunition är i Sverige och internationellt märkt med röd färg (Nato-standard) på projektilens spets. Tidigare var svensk spårljusammunition märkt med vit färg, vilket kan förekomma på ammunition tillverkad före 2005.